# 阿米努丁·峇基
拿督阿米努丁·峇基（1926年1月6日—1965年12月25日），为马来西亚教育家，也被称为“现代马来教育之父”。他曾是马来西亚教育部最年轻的教育总监，并通过拟定1956年拉萨报告书和阿都拉曼达立报告书、设立公共考试和考试局等，促进该国的教育发展。马来西亚的许多学校和机构也以他的名字命名。

## 早期生活
阿米努丁于1926年1月6日在马来亚霹雳州珠宝的九石村（Kampung Batu Sembilan）出世，并在1932年于珠宝马来学校就读。他于1936年通过小五考试后，便前往当时怡保最好的英语源流中学－安德申学校就读，1941年毕业。1945年左右，阿米努丁开始对参与学生社团感兴趣，并注意到了同年11月20日于吉隆坡吉隆坡维多利亚书院成立的“马来学生会”，尽管当时该协会只有11位成员。这个协会后来在1946年2月11日更名为“马来文学学生联盟”（Kesatuan Persuratan Penuntut-penuntut Melayu），目的是将马来半岛的所有学生协会给凝聚起来。阿米努丁在当时也被任命为秘书，并于1946年在霹雳州成立了“马来学生醒觉协会”（Persatuan Pelajar-pelajar Melayu Insaf）。 
阿米努丁在1947年10月被莱佛士学院（今为新加坡国立大学的一部分）录取后。同时，新成立的巫统也鼓励学生协会和他们一起实现，成立一个马来人的马来联邦的目标（而非英殖民政府倡议的马来亚联邦）。因此，阿米努丁和其他学生领袖议决组建一个更强大的协会。在怡保打扪路的两天会谈后，7个马来学生协会于1948年8月15日决定成立半岛马来学生联盟（GPMS）。1949年时，阿米努丁因为获得位于新加坡的马来亚大学录取，因此被迫停止进行活动，并只有远程关注协会的发展。在大学期间，阿米努丁对教导感兴趣，并报名成为了中英夜校的兼职教师，从1949年至1951年在该校教导。1950年，他重新参与活动并成为了半岛马来学生联盟的主席，同年也通过文学硕士考试，隔年获得文学硕士学位。

## 成就
1951年从大学毕业后，阿米努丁回到霹雳，短暂成为华都牙也苏丹尤索夫英校的教师，并在之后于安德申学校任教至1952年7月。在这之后，他通过英女皇奖学金前往倫敦大學的教育部门升学，于1952年7月12日从槟城乘船离开。阿米努丁于1953年7月取得教育规则硕士学位。回国后，他在丹绒马林的苏丹依德理斯师范学院担任讲师职位。他向该院学生介绍了未纳入课纲的伊斯兰历史。1955年9月，他也参与了拟定拉萨教育报告书并在1960年获选为拟定阿都拉曼达立报告书的顾问理事会成员。
1962年，阿米努丁以36岁之龄，被任命为雪兰莪州首席教育官，同年成为马来西亚首席教育顾问（现称教育总监）。同时他也活跃于协会和其他组织，包括马来亚大学参议院（Senat UM）、阿尔拉曼协会、马来亚历史学会和国家语文局等。他也设立了初级教育文凭（SRP）、馬來西亞教育文憑（SPM）和馬來西亞高等教育文憑（STPM）等公共考试。1963年，阿米努丁成立了负责国内公共考试的马来西亚考试司（LPM）。因此他也被联合国教育、科学及文化组织（UNESCO）誉为亚洲一名明智和有远见的教育规划者。

## 去世
阿米努丁于1965年12月25日在宗教祈祷仪式后，因心脏病发而去世，得年39岁。他当时也是马来西亚教育总监。

## 观点
阿米努丁曾于1953年在其著作《马来亚国民学校：其问题以及对课外活动的建议》（The National School of Malaya：its problems proposed curriculum and activities）提出一个“熔炉理论”（A Melting Pot）。他建议马来亚只建立一种国民学校，并以英语和马来语（国语）作为教学媒介语。在这项教育政策下，各种族子弟可在同一校园学习互相融合在一起，以促进各民族的团结。这个理论也成为日后，倡议马来西亚推行单元种族教育政策的依据。在《1956年拉萨报告书》中，他进一步建议把所有孩童置于同一个校园里，并以马来语为教学媒介语的“最终目标”。《1961年教育法令》出炉后，接受政府资助的马来西亚民办华文中学被改制为国民型华文中学，初期以英文为教学媒介语，过后又改为以马来语为主要教学媒介语的“国民中学”至今。